# Porfyrit
Porfyrit betecknar en typ av bergarter och har definierats olika i skilda sammanhang:
- En gångbergart med en sammansättning motsvarande djupbergarten diorit och ytbergarten andesit[1][2]
- En i Sverige och övriga Norden använd beteckning för en vulkanisk bergart med porfyrisk struktur, men mera basisk än porfyr (d.v.s. fattigare på kiselsyra, SiO2, än denna).[3]
- En beteckning på äldre bergarter med en sammansättning motsvarande andesit (porfyrit) eller dacit (kvartsporfyrit).[4][5]
- Ett äldre namn för andesit.[6]

Stundom avses endast gångbergarten, stundom både gångbergarten och ytbergarten.

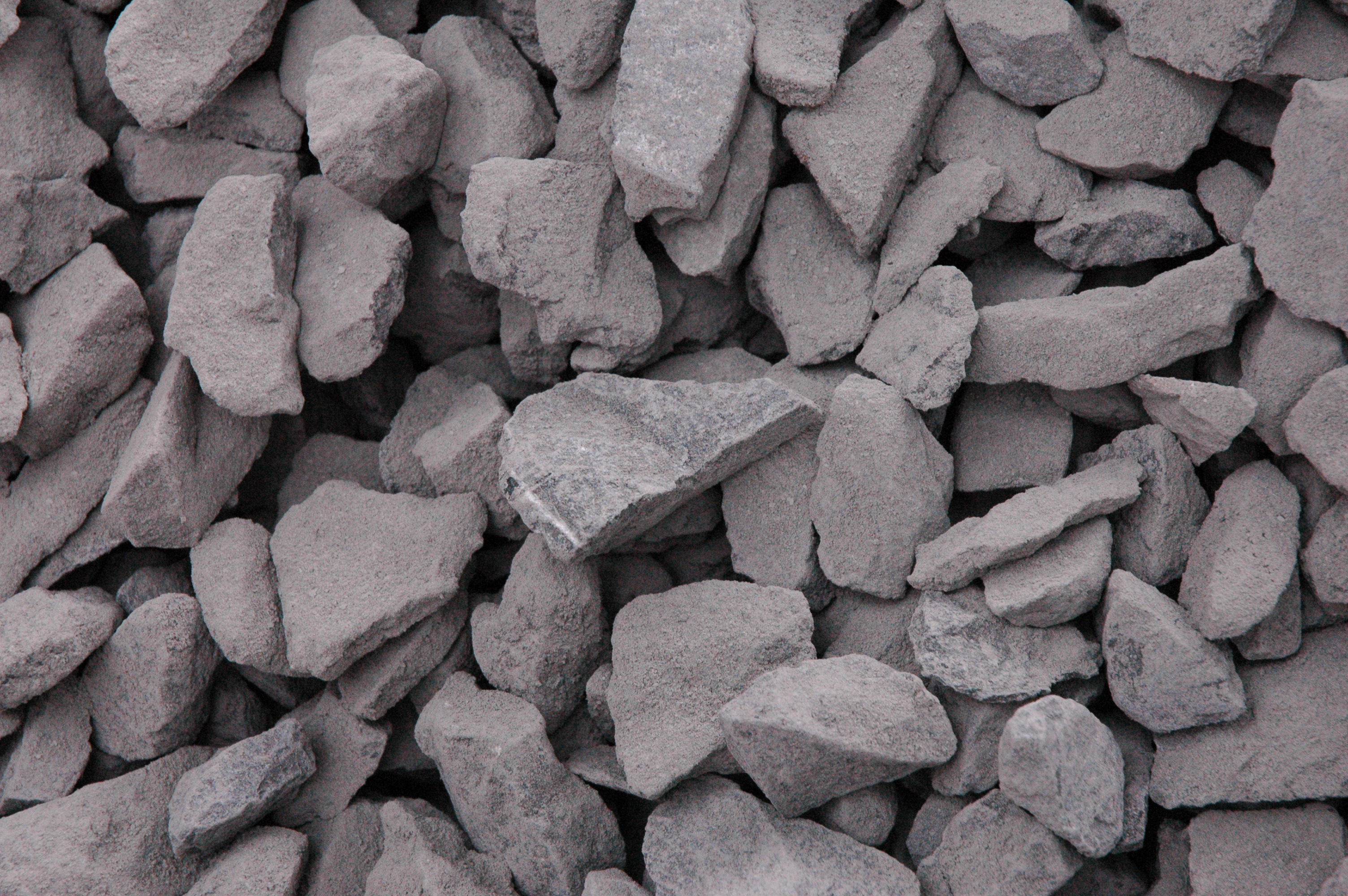

Porfyrit är en kristallin, mestadels massformig, tämligen basisk bergart av mörk färg (vanligen mörkgrå, gråsvart, svart eller grågrön till grönsvart och innehåller spridda större mineralkorn (strökorn), av mest ljus plagioklas (andesin - labradorit), och/eller mörka pyroxen (i många fall svart augit), amfibol (grönsvart eller svart hornblände), biotit och olivin, i en tät till finkornig grundmassa (i många fall med en basaltisk sammansättning).
När alla eller de flesta av strökornen består av plagioklas talar man om plagioklasporfyrit, utgörs huvudmassan av strökornen av hornblände som omvandlats (pseudomorf) från pyroxen, s.k. uralit, uralitporfyrit., är hornbländet ursprungligt hornbländeporfyrit.
Med kvartsporfyrit kan avses en gångbergart med en sammansättning motsvarande dacit, eller så anses det bara som en äldre beteckning på dacit.